# Jordi Vinyals i Martori
Jordi Vinyals i Martori (Cardedeu, 24 de novembre de 1963) és un exfutbolista i entrenador català. Com a jugador ocupava la posició de migcampista.

## Trajectòria esportiva

### Com a jugador
Vinyals va jugar a primera divisió amb el CE Sabadell (87/88), Reial Betis (90/91) i Reial Oviedo (primera etapa 88/89 i segona entre 1991 i 1994), tot sent titular pràcticament en totes elles.
Entre 1994 i 1996 va militar al Vila-real CF, a la Segona Divisió, i posteriorment va jugar en Segona B amb la UE Figueres i el Terrassa FC.

### Com a entrenador
Després de penjar les botes, ha estat tècnic d'equips com el Real Jaén o el CE L'Hospitalet. Al juny del 2012 va ser nomenat tècnic del Juvenil A del FC Barcelona. Guanya la primera edició de la Champions Youth league del 2014, amb el Juvenil A del FC Barcelona.
El febrer de 2015 va deixar el juvenil blaugrana per a fer-se càrrec del FC Barcelona B 2n A, després de la destitució d'Eusebio Sacristán.